# Ariel Zilber
Ariel Zilber (en hebreo: אריאל זילבר‎); (Tel Aviv, Israel, 23 de septiembre de 1943) es un cantautor y compositor israelí.

## Biografía

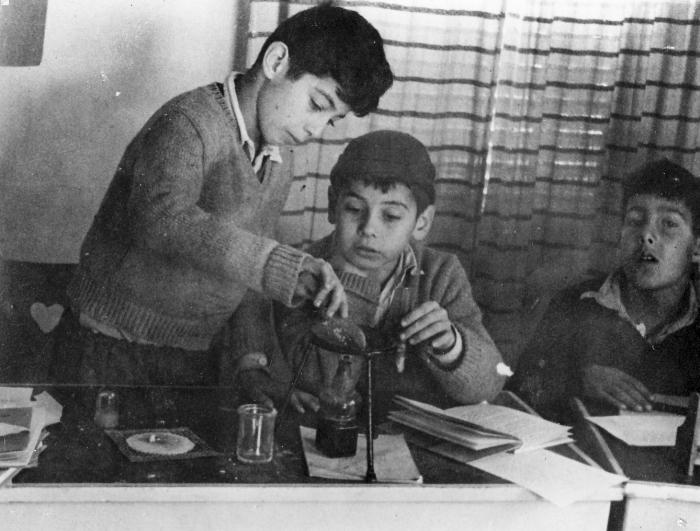
Ariel Zilber (izquierda) en el kibutz Gan Shmuel, 1953

Ariel Zilber nació en Tel Aviv. Su madre, Bracha Zefira, era una popular cantante de origen judío yemenita y su padre, Ben Ami Zilber, fue violinista de la Orquesta Filarmónica de Israel. Como ambos estaban ocupados con sus carreras internacionales, ingresaron a su hijo en el kibbutz Gan Shmuel, donde vivió desde los cuatro hasta los quince años. Después de perder parte de un pie mientras jugaba con explosivos en su habitación, fue expulsado de la escuela y regresó con sus padres a Tel Aviv, donde comenzó a estudiar trompeta. En los inicios de su carrera pasó varios años en Inglaterra y Francia, y finalmente regresó a Tel Aviv.

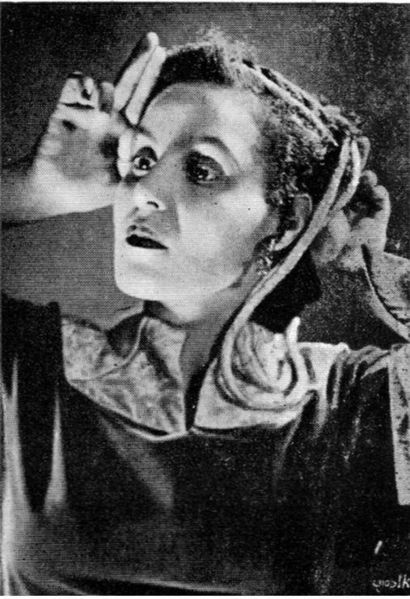
Bracha Zefira, madre de Ariel Zilber

Posteriormente en su vida, Zilber abrazó fervientemente su religión y fue seguidor del rabino Lubavitcher. Fue residente de Alei Sinai, y actualmente vive con su esposa en el moshav Gitit. En 2007, participó en una campaña por la liberación de Yigal Amir, magnicida del Primer Ministro de Israel, Yitzhak Rabin.

## Carrera musical
En la década de 1970, estableció la innovadora banda de rock Tamuz, con Shalom Hanoch, y más tarde dirigió el grupo Brosh. Sus canciones "Rutzi, Shmulik Koreh Lach" ("Corre, Shmulik te está llamando"), "Ani Shochev Li Al Hagav" ("Tumbado sobre mi espalda"), "Ten Li Koach" ("Dame fuerzas"), "Milliard Sinim" ("Un billón de chinos") y otros eran conocidos por sus letras divertidas y algo extrañas.
En la década de 1980, lanzó una carrera en solitario. Su música abarca varios géneros, desde rock, pop, hip-hop y música árabe hasta música de inspiración etíope. Su álbum "Ha'atalef Vehatarnegol" ("El murciélago y el gallo") incluía cuatro melodías jasídicas compuestas por el rabino Yitzhak Ginsburgh. Según Zilber, el título de la canción está tomado de una analogía talmúdica en la que un gallo canta emocionado cuando nace un nuevo día mientras el murciélago vive en la oscuridad.

## Premios y reconocimientos
En 2014, Zilber recibió el premio ACUM por su contribución a la música. Inicialmente, se le iba a otorgar el premio a la trayectoria, pero debido a sus puntos de vista políticos, el premio se rebajó a un premio por sus logros musicales. En 2016, Zilber fue honrado con el premio a la trayectoria por la Unión Israelí de Artistas Interpretativos.

## Discografía

### Álbumes
- Rutzi Shmulik, 1976
- Ariel Zilber y la Brosh Band, 1978
- Ariel Zilber, 1982
- Ariel Zilber, CD, 1983
- Ba da di dia, 1988
- Dos semanas en una ciudad extranjera, 1991
- Cortina de humo, 1999
- Anabel, 2005
- Políticamente correcto, 2008
- El murciélago y el gallo (Ha'atalef Vehatarnigol), 2013
- Alguien (Mishehu), 2016